# 陰莖彎曲

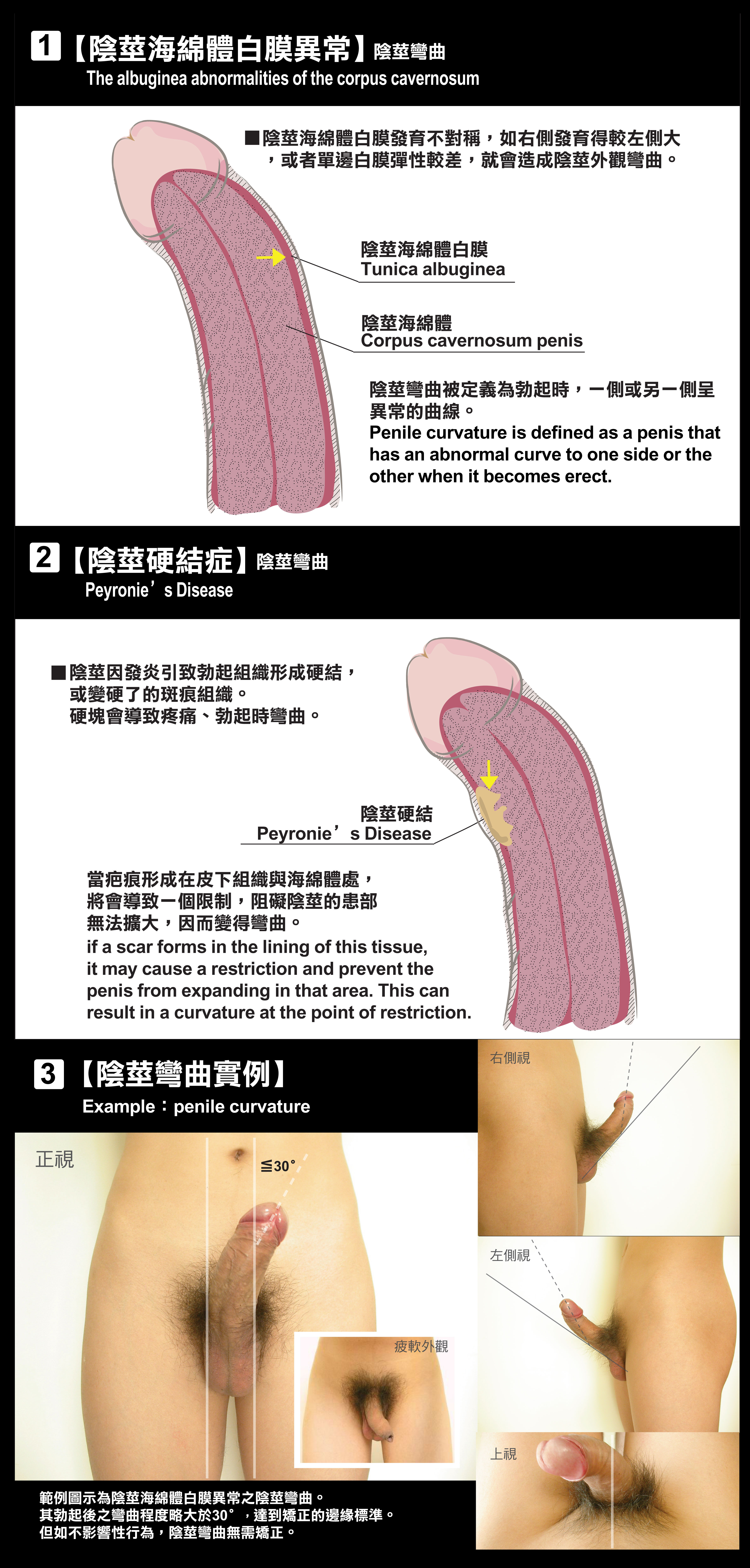
陰莖彎曲圖示及實例

陰莖彎曲，指人類的男性生殖器在陰莖的外觀上呈現不正常的曲度。一般而言，在勃起狀態時最為明顯。造成陰莖彎曲的因素很多，分為先天性因素，與後天性因素。

## 概述
要使陰莖正常的勃起，必須要有健康的結構：包皮、皮下結締組織、陰莖海綿體白膜、海綿體間中隔，及海綿體組織。如結構上有良好的伸縮性，海綿體經充分的充血，就能達到勃起。而陰莖在未勃起時，外觀可能彎曲或十分正常，但一經充血，卻會顯得彎曲。這是由於左右海綿體在充血後，延長的比例不對稱（包括上下或左右），或其中一側之彈性較另一側差所導致。一般來說，陰莖稍微彎曲屬正常狀況，僅有少數人的陰莖，尤其是在勃起後是完全正中筆直的。如勃起後，彎曲角度向上超過30度（非上翹角度），左右或下側彎曲超過30度，即可診斷為陰莖彎曲。但是一般而言，不論彎曲角度如何，只要能完成性行為，而不造成雙方不適，是可以不必進行矯正的。

## 先天性陰莖彎曲
常見為陰莖海綿體白膜異常，而尿道下裂症，可能併合先天性的陰莖彎曲。此外，又分為五種型態：
- 第1型： 除了尿道的上皮細胞層外，其餘的周圍組織，包括、（會陰淺筋膜、肉膜筋膜）及尿道海綿體，皆發育不全。此型多為向下彎曲。
- 第2型： 尿道及尿道海綿體發育正常，但及（會陰淺筋膜、肉膜筋膜）不發育。此型多為向下彎曲。
- 第3型： 除了（肉膜筋膜）不發育外，其他部位屬正常。此型多為向下彎曲。
- 第4型（範例照片）： 海綿體發育不對稱（陰莖海綿體白膜異常），或單側海綿體白膜彈性較差。 此型多為向左彎曲，少數患者向右彎曲。
- 第5型： 尿道發育長度不足（陰莖長度不足，與海綿體大小比例搭配失調所導致彎曲）。 此型彎曲程度較為複雜多變。

第1~3三型的患者，常見為（腹下，即從外觀看起來是朝下）彎曲勃起，同時，部分患者會合併有陰莖扭轉的現象。經研究報告顯示，如果發育時缺乏（5-甲型還原酶），可能造成陰莖部份的纖維組織發育不良，導致彎曲。第4型患者的陰莖長度通常較長（範例圖片：“陰莖彎曲圖示及實例”即為第4型陰莖彎曲之示範），且彎曲的角度可能為上彎、下彎、左彎（較常見）、右彎（較少見）。
有些患者也可能同時合併有旋轉的外觀（範例圖片：“陰莖彎曲圖示及實例”之陰莖併有向左旋約30度之狀況）。第5型的患者較罕見，診斷上亦較為難判，手術矯正較複雜，可能須施行尿道整型術。 
男性進入青春期時，經常會注意到自己的陰莖在平時，或勃起時外觀是彎曲的，經過發育可能會變得愈來愈彎，進而查閱相關資訊，探究原因。但有些人直到性行為困難、疼痛，甚至無法進行性行為時，才會找醫師諮詢或進行手術。

## 後天性陰莖彎曲
後天性的陰莖彎曲最常見的是（陰莖硬結症，亦稱佩羅尼病）。陰莖硬結症並不是性病或癌症，也不是因細菌引起的炎性包塊，僅為傷害性質的硬疤狀組織。陰莖硬結症發病率占泌尿外科男性患者疾病的0.3%～3.7%，以中年人較為普遍。陰莖硬結症常見的症狀為：
- 陰莖彎曲。
- 陰莖皮下有著無痛覺的硬塊。
- 出現在陰莖上側的硬塊，會令到陰莖向上彎曲（較常見）；而病發於陰莖下側的硬塊則會導致陰莖向下彎曲。偏左與偏右的彎曲原理亦同。
- 部分患者的硬塊會同時出現在陰莖的兩側或多側，使陰莖縮短與畸形。
- 陰莖勃起時感到緊繃不適或疼痛。
- 勃起功能障礙。

經過醫師的問診，患者通常表示在性行為當中，陰莖以不當的角度折損，如情況嚴重，可能使折損處外皮變得瘀黑，皮下出血或產生血腫。亦有些病人並沒有明確的受傷史，只發現勃起時突然呈現彎曲，与之前的不一样，或伴隨著疼痛的症狀。事實上，只要陰莖在勃起時承受碰撞、重壓或不當的自慰程度，甚至以外物力的方式，刻意在陰莖勃起的過程中施以阻礙，皆可能使海綿體白膜受傷、導致組織鈣化。除了受傷之外，（陰莖硬結症）的相關成因仍很多，包括（顯性基因遺傳）、（筋膜攣縮）、鼓膜硬化症、尿道受傷（包括物力性傷害）、糖尿病、痛風、（佩吉特氏病）、以及使用乙型交感神經阻斷劑等。醫師觸診時，在陰莖彎曲側，可以從皮下摸到一段硬塊或稍不平整處，此為硬化的陰莖海綿體白膜。次臨床性（subclinical）的陰莖折損，在外觀上沒有瘀血或血腫，但白膜的外層縱向纖維破裂，只有內層的環向纖維層仍健全，此類陰莖折損大致上不影響正常勃起。若是“骨折性傷害（陰莖白膜破裂）”（fractured），或已產生（陰莖硬結症），則較易產生勃起功能障礙。引起勃起功能障礙的成因，包括陰莖嚴重的彎曲、沙漏（連枷）式變形、疼痛不適、心理上的焦慮、及陰莖血管性功能障礙等。其中陰莖血管性功能障礙症狀之比例約佔30%，且多為靜脈血管封閉不全性質。若懷疑有勃起功能障礙時，在手術前應先以夜間陰莖勃起測試來鑑別診斷；若診斷為不正常時，則進一步作更詳細的檢查，如都卜勒超音波造影術，或海綿體攝影術。
此外，自慰的慣用手的不同也會造成不同程度的彎曲，通常右撇子若以右手為慣用手自慰，陰莖會略為偏向左邊。

## 診斷檢查
醫師會依照每個患者的病狀、對患者生活的影響程度（如性生活）和患者當時的健康狀況，而為他安排最合適的治療方法。醫師必須觀察過患者的勃起狀況、角度，才可能客觀地安排治療方法。視診、觸診時，病患可能會自然勃起，有時由醫師刻意刺激，或拖延觸診時間，使患者呈勃起狀態。另一種視診方式，為醫師會要求患者在家中，自行以相機拍攝勃起時的外觀，包含正面、左側、右側三個角度，或加上上側角度（如範例圖片：“陰莖彎曲圖示及實例”之示範）。供醫師診斷的相片，可由家用印表機列印、託付相館沖洗、用自助式相片機輸出，或攜帶檔案就診之方式。如患者不願意提供照片，亦無法在看診時勃起，則醫師可能以注射方式，將生理食鹽水或血管活性藥物注入海綿體，造成人工勃起。勃起後，醫師就能夠判斷須矯正多少程度，才能使患者的陰莖變直，並向患者解說施術範圍與治療方式。陰莖硬結症進階檢查：
- 測壓勃起的海綿體，以及高分辨淺層彩色超聲多普勒檢查。用以判斷斑塊或鈣化的大小、病變質量、範圍以及評估療效。
- 海綿體低濃度造影，分析硬結大小和纖維組織延伸生長情況、陰莖靜脈關閉作用。
- 使用B超檢查硬結情況，並可作為保守治療的隨診。
- 海綿體灌注動力學測定和海綿體造影。陰莖海綿體注射血管活性劑之後，灌註生理鹽水，測量靜脈流速。

海綿體內注入稀釋的造影劑，拍攝X光片，觀察靜脈血漏出的部位，目的是檢測是否併發陰莖血管功能不全。

## 陰莖海綿體白膜異常
目前還沒有口服或針劑的藥物，可以用來治療陰莖海綿體白膜異常，不過絕大多數（90%以上）的病人都可以於手術整型後，獲得明顯的改善。

### 內斯比特術 (白膜摺疊術)
芮斯比 (Nesbit) 於 1965年首度發表白膜折疊術，歷經許多學者改進，目前仍為手術治療的主要方法。用不可吸收的線材，在需要矯正部位的白膜縫合，造成窗帘般皺折效果，使兩側白膜長度均等。手術時要注意避開血管神經束和尿道，同時在術中以生理食鹽水注入海綿體，以判斷陰莖夠不夠直。
手術通常以半身麻醉進行，傷口和包皮環切術相同，用可吸收的線材縫合，大約10天後傷口癒合自動脫落，所以不用拆線。術後第二天就可以出院，可正常行動和淋浴。整體而言，白膜折疊術相當安全而有效，但要注意術後兩個月以內嚴禁性生活，包括自慰！

### 海綿體整形術
改良（內斯比特術）的缺點，方法為在陰莖最彎的部位，將白膜縱切橫縫，同樣用不可吸收的縫線，在白膜內做重複的縫合，並將最後的線結內埋。如此可減少血腫及縫線肉芽腫，成功率可高達9成，但仍可能造成勃起功能障礙。

### 組織移植
前面三種手術方法都會使陰莖變短，組織移植則可降低此缺點。陰莖海綿體的白膜，與身體其他部位有很大的不同，陰莖是人體內最具有伸縮性的器官，勃起時將承受相當大的壓力，因此選用的移植組織，對於成功率有著極大的關係。
鞘膜（tunica vaginalis）為初期所使用的組織，目前已沒人使用；最近有人選用心包（pericardium）、小腸黏膜下層組織（submucosa）、真皮（dermis）及白膜做移植，初期的術後報告大致良好；其中以自體的白膜做移植，成效更為良好，不過以上這些組織的移植，仍在未普及化的嘗試階段。

## 陰莖硬結症
患者的病情有很多種，由於症狀較輕的病患能夠自然痊癒，醫生對早期病發者可能會先採取階段性觀察。其他的治療方法包括口服藥物治療、注射治療、放射性治療，以及手術。治療的目的主要是針對減輕疼痛、調整陰莖的彎曲角度以幫助進行正常的性交，和解決勃起功能障礙。
保守治療：口服維他命E （抗氧化，防止白膜持續纖維化）、對氨苯甲酸鉀、他莫昔酚、秋水仙鹼、潑尼松、局部注射類固醇（軟化纖維組織）、膠原蛋白等。亦可選用中藥調理治療。音頻、超聲波等理療也有一定效果。如保守治療效果不理想，或病情嚴重者，可嘗試進行手術治療。
手術治療：去除硬結，使陰莖勃起時不彎曲，恢復性交能力。依照患者的情況，目前常用的手術方法包括手術硬結切除及假體植入兩種，但手術效果不是很理想，且術後易複發。
（內斯比特）：倡導從陰莖的彎曲凸側面剪除一小塊橢圓形白膜，伸直陰莖，再縫合剪開的白膜，封閉傷口。若陰莖長度足夠，彎曲程度輕，則不切開白膜，只要單純縫扎較長一側的白膜即可，方法簡單，併發症少。這兩種方法均不損傷陰莖海綿體，成效也較令人滿意，術後一般不會影響陰莖勃起功能，因此較廣泛地應用於臨床。
和（格爾巴德和海登）：建議不切除白膜，僅在彎曲陰莖的凹面側，以橫向切開白膜，做數個鬆弛切口，然後在切口內填補移植物。同時也主張將陰莖疤塊組織移除，並以移植物修補開口。常用的移植組織有真皮、大隱靜脈、睪丸鞘膜、人工合成材料等。因為患處損傷往往超出疤塊範圍，侵入周圍勃起組織，如果切除過多斑塊及周圍組織，就有發生陽痿之風險。
（蒙托爾西）等人：強調術前應使用彩色超聲 （多普勒）檢測陰莖血流動力學參數，正確判斷陰莖海綿體結構和海綿體的靜脈功能。若存在陰莖靜脈閉合功能不全之症狀，不主張實施斑塊切除和缺損修補術，因為術後陽痿生率可高達70%。

## 外部連結
- 台灣性功能障礙諮詢暨訓練委員會 （页面存档备份，存于），手術說明